# Xining
Xining /ɕí.nǐŋ/ (chiń. upr. 西宁; chiń. trad. 西寧; pinyin Xīníng; tyb. ཟི་ལིང་།, Wylie: zi ling) – miasto o statusie prefektury miejskiej w środkowych Chinach, na Wyżynie Tybetańskiej, nad rzeką Huang Shui (dopływ Huang He), ośrodek administracyjny prowincji Qinghai. W 2010 roku liczba mieszkańców miasta wynosiła 765 485. Prefektura miejska w 2010 roku liczyła 2 208 708 mieszkańców. Ośrodek przemysłu spożywczego, wełnianego, maszynowego, metalowego i elektronicznego.
Położone w historycznej tybetańskiej prowincji Amdo. W okolicach miasta znajduje się buddyjski klasztor Ta'er, jeden z ważniejszych ośrodków szkoły gelug. Znajdująca się niedaleko wioska Takcer jest miejscem urodzenia XIV Dalajlamy.

## Historia
Xining było ważnym punktem strategicznym przy zachodniej granicy chińskiej. Za rządów dynastii Han (206 p.n.e.–220 n.e.) na terenie Xining istniał powiat Linqiang, który kontrolował lokalne plemiona Qiang. W czasie panowania dynastii Sui (581–618) i Tang (618–907) Linqiang było powiatem granicznym. W VII i na początku VIII wieku powiat był areną działań wojennych przeciwko państwu Tuyuhun a później Tybetańczykom. W 763 roku powiat został najechany i zajęty przez Tybetańczyków; w tym czasie funkcjonował pod nazwą Qingtangcheng (chiń. 青唐城; pinyin Qīngtángchéng).
Chińczycy odzyskali ten teren w 1104 roku, w okresie dynastii Song i nadali mu nową nazwę – Xining. Xining ustanowiono siedzibą prefektury. Wraz ze wzrostem popularności buddyzmu tybetańskiego miejscowość stała się ważnym centrum religijnym; w XVI w., 25 km na południowy zachód od Xining, wzniesiono największy w prowincji Qinghai klasztor Ta'er, będący świętym miejscem dla buddyjskiej szkoły Żółtych Czapek.
W 1928 roku Xining ustanowiono stolicą nowo powstałej prowincji Qinghai. Pod koniec lat 50. nastąpił rozwój miasta, spowodowany powstawaniem nowych zakładów przemysłowych. W 1959 roku do Xining doprowadzono linię kolejową z Lanzhou, biegnącą w kierunku zachodnim, aż do Golmudu.

## Podział administracyjny
Prefektura miejska Xining podzielona jest na:
- 4 dzielnice: Chengzhong, Chengdong, Chengxi, Chengbei,
- 2 powiaty: Huangyuan, Huangzhong,
- powiat autonomiczny: Datong.